# Operacja Corkscrew
Operacja Corkscrew („korkociąg”) – aliancka operacja przeprowadzona 11 czerwca 1943 r. na znajdującej się na Morzu Śródziemnym włoskiej wyspie Pantelleria.
Pantelleria położona jest w najwęższym miejscu pomiędzy Tunezją a Sycylią, nazwa operacji wywodzi się właśnie od położenia wyspy, która „korkuje” w tym miejscu Morze Śródziemne. Inwazja na wyspę była pierwszym atakiem aliantów na rdzenne terytorium nieprzyjaciela, wszystkie dotychczasowe boje miały na obszarach państw zaatakowanych przez państwa osi.
Na Pantellerii znajdowała się stacja radarowa, która stanowiła poważne zagrożenie dla planowanej wówczas inwazji na Sycylię. Według zdjęć lotniczych na wyspie o powierzchni ok. 80 km² znajdowało się ponad 100 dział różnego kalibru i stacjonowało tam ponad 12 tysięcy włoskich żołnierzy. Przed rozpoczęciem inwazji na wyspę zrzucono ponad 6400 ton bomb, przeprowadzono także bombardowanie morskie. Ciężkie naloty dywanowe na wyspę były pierwszym tego typu eksperymentem, cywilny doradca profesor Solly Zuckerman opracował liczący 238 stron plan, według którego długotrwałe bombardowanie nie musi wcale zniszczyć wszystkich pozycji obronnych, ale pozwoli na przynajmniej 30% redukcję sił przeciwnika, co w konsekwencji spowoduje załamanie morale. Po rozpoczęciu się 13 maja ataków lotniczych wyspa została całkowicie odizolowana od reszty świata i nie dopuszczono do niej żadnych posiłków. W czasie trwających 3 tygodnie operacji lotniczych wykonano łącznie ponad 5000 lotów.
Przed rozpoczęciem inwazji wyspa została jeszcze dodatkowo ostrzelana przez okręty alianckie. Na pokładzie jednego z nich, brytyjskiego krążownika HMS „Aurora”, przebywał na własną prośbę głównodowodzący sił alianckich na śródziemnomorskim teatrze działań Dwight D. Eisenhower.
Inwazja rozpoczęła się 11 czerwca, kiedy na wyspie wylądowały jednostki brytyjskiej 1 Dywizji. Stacjonujące na wyspie oddziały włoskie poddały się bez walki. Straty aliantów wyniosły jednego żołnierza ugryzionego przez muła. Przed rozpoczęciem inwazji Churchill założył się z Eisenhowerem, że na wyspie nie ma więcej niż 3 tysiące włoskich żołnierzy, według zakładu Churchill miał zapłacić Eisenhowerowi jednego włoskiego sou za każdego jeńca powyżej 3000. Na Pantellerii poddało się ponad 11 000 Włochów i Churchill przegrał zakład – w przeliczeniu na dolary amerykańskie zapłacił on Eisenhowerowi 1,60 dolara.